# Salón de la Fama de las mujeres de Delaware
El Salón de la Fama de mujeres de Delaware fue establecido en 1981 por la Comisión de Delaware para Mujeres, una división del Secretario de Estado de Delaware. El salón de la fama reconoce los logros y contribuciones de las mujeres de Delaware (Estados Unidos), en diversas variedades de campos e incluye activistas, artistas, atletas, personal militar y científicas.

## Criterios para la selección
La Comisión de Delaware para Mujeres es una agencia estatal con miembros designados por el Gobernador que representa a Wilmington y cada uno de los tres condados de Delaware  (New Castle, Kent y Sussex). Al hacer sus selecciones para el Salón de la Fama, la Comisión prioriza los derechos civiles, el empoderamiento económico, la prevención de la violencia, la salud de la mujer, el trabajo, la familia, el reconocimiento y la éxito. Las mujeres elegibles deben haber nacido en Delaware o haber residido en el estado por un mínimo de diez años.

## Galardonadas
| Nombre                       | Imagen | Nacimiento–Muerte | Año  | Área de éxitos | Ref(s)                             |
| ---------------------------- | ------ | ----------------- | ---- | --- | ---------------------------------- |
| Kim L. Allen                 |        |                   | 2015 | Educadora que trabajó con jóvenes en riesgo | [ 3 ]                              |
| Roxana Cannon Arsht          |        | (1915–2003)       | 1986 | Primera jueza en el estado de Delaware | [ 4 ] [ 5 ]                        |
| Martha G. Bachman            |        | (1924–1998)       | 2000 | Presidenta del Consejo Asesor Estatal de Delaware en Educación Vocacional | [ 6 ]                              |
| Myrna L. Bair                |        |                   | 2001 | Miembro del Senado de Delaware, Asesora de Políticas y profesora Asistente, Facultad de Gestión Pública, Instituto de Administración Pública, Universidad de Delaware                                                                              | [ 7 ] [ 8 ]                        |
| Helen S. Balick              |        |                   | 1994 | Jueza de la Corte de Bancarrota de los Estados Unidos | [ 9 ] [ 10 ]                       |
| Sister Ascension Banegas     |        |                   | 2010 | Defensora de inmigrantes y cofundadora del Centro Comunitario La Esperanza en Georgetown | [ 1 ]                              |
| Joy Ann Bartell              |        |                   | 2003 | Instructora de la Escuela de Enfermería Beebe | [ 11 ]                             |
| Elizabeth Empson Battell     |        |                   | 2008 | La "madrina" de Delaware, dirigió la taberna Golden Fleece entre 1777 y 1792 | [ 12 ]                             |
| Grace Ruth Batten            |        |                   | 1999 | Primera alcalde afroamericana en el condado de Sussex | [ 13 ] [ 14 ]                      |
| Darlene Battle               |        |                   | 2015 | Activista social | [ 3 ]                              |
| Renee Palmore Beaman         |        |                   | 2008 | Creó el Bethel AIDS Task Force en 1994 con otras seis mujeres | [ 12 ]                             |
| Grace Pierce Beck            |        | (1926–2008)       | 2008 | Líder ambientalista de Delaware | [ 12 ]                             |
| Sandra Ben                   |        |                   | 2015 | Organizadora comunitaria | [ 3 ]                              |
| Carolyn Berger               |        |                   | 2017 | Corte Suprema de Justicia de Delaware | [ 15 ]                             |
| Sujata Kumari Bhatia         |        |                   | 2007 | Obtuvo tres licenciaturas y una maestría en cuatro años | [ 16 ]                             |
| Neda P. Biggs                |        |                   | 2011 | Defensora de inmigración bilingüe | [ 17 ] [ 18 ]                      |
| Emily P. Bissell             |        | (1861–1948)       | 1986 | Trabajadora social estadounidense y activista que introdujo Christmas Seals en los Estados Unidos | [ 19 ] [ 5 ]                       |
| Patricia M. Blevins          |        |                   | 2004 | Líder de la mayoría del Senado de Delaware | [ 20 ]                             |
| Cynthia M. Boehmer           |        |                   | 1996 | Miembro del Consejo Coordinador de Violencia Doméstica | [ 21 ]                             |
| Julie K. Boozer              |        |                   | 1996 | Presidenta de la División de Enfermería en Wesley College | [ 21 ]                             |
| M. Jane Brady                |        |                   | 2006 | 42.º fiscal general de Delaware | [ 13 ] [ 22 ]                      |
| Madaline Elliot Buchanan     |        | (1908–1995)       | 1991 | Presidenta de la Junta de Educación de Delaware | [ 23 ]                             |
| Carolyn S. Burger            |        |                   | 2007 | Primera mujer en los Estados Unidos en dirigir una compañía de telecomunicaciones; CEO de Bell Atlantic-Delaware | [ 16 ]                             |
| Evelyn P. Burkle             |        |                   | 1999 | Supervisora y educadora de cáncer de mama | [ 14 ]                             |
| Marguerite Hill Burnett      |        | (1885–1966)       | 1987 | Directora estatal de educación de adultos | [ 24 ]                             |
| Eleanor L. Cain              |        |                   | 1994 | Directora de la División de Servicios para el Envejecimiento y Discapacidades Físicas de Delaware | [ 25 ] [ 10 ]                      |
| Annie Jump Cannon            |        | (1863–1941)       | 1981 | Astrónoma cuyo trabajo de catalogación fue instrumental en el desarrollo de la clasificación estelar contemporánea | [ 26 ] [ 27 ]                      |
| Claire La Mar Carey          |        |                   | 1992 | Directora del programa Black Achiever de YMCA de Walnut Street | [ 28 ]                             |
| Mary Ann Shadd Cary          |        | (1823–1893)       | 1997 | Activista contra la esclavitud, periodista, editora, profesora y abogada. Ella fue la primera editorial afroamericana en América del Norte y la primera mujer editora en Canadá.                                                                   | [ 29 ]                             |
| Mae Riedy Carter             |        |                   | 1995 | Especialista de programa en la División de Educación Continua de la Universidad de Delaware, primera Presidenta de la Comisión sobre el Estatus de la Mujer                                                                                        | [ 30 ]                             |
| Sister Jeanne Cashman        |        |                   | 2003 | Fundadora de Sojourner's Place | [ 31 ] [ 11 ]                      |
| Imogene F. Chandler          |        |                   | 2011 | Partidaria de los programas de educación de primera infancia | [ 17 ]                             |
| Linda L. Chick               |        |                   | 2004 | Presidenta del Comité Asesor de la Junta de Filantropía Juvenil de la Fundación de la Comunidad de Delaware | [ 20 ]                             |
| Uma Chowdhry                 |        |                   | 2008 | Investigadora científica de DuPont especializada en materiales cerámicos, incluidos catalizadores, conductores de protones, superconductores y envases de cerámica para microelectrónica.                                                          | [ 12 ]                             |
| Beatrice Coker               |        |                   | 2013 | Defensora de educación pública y alfabetización | [ 32 ]                             |
| Alice Marie Smith Coleman    |        |                   | 2000 | Terapeuta y voluntaria | [ 6 ]                              |
| Louise T. Conner             |        | (1918–1983)       | 1985 | Miembro de la Cámara de Representantes de Delaware, representando a Brandywine Hundred | [ 33 ] [ 34 ]                      |
| Nancy W. Cook                |        |                   |      | Miembro del Senado de Delaware | [ 35 ]                             |
| Vicky Cooke                  |        |                   | 2012 | Directora ejecutiva de Delaware Breast Cancer Coalition | [ 36 ]                             |
| Pearl Herlihy Daniels        |        | (1910–1994)       | 1981 | Recopiladora de mapas históricos | [ 37 ] [ 27 ]                      |
| Hilda Davis                  |        | (1905–2001)       | 1986 | Primera mujer afroamericana en ocupar un puesto de docente a tiempo completo en la Universidad de Delaware | [ 5 ]                              |
| Vera Gilbride Davis          |        | (1894–1974)       | 1982 | Primera mujer elegida para el Senado de Delaware | [ 38 ]                             |
| Anna Janney De Armond        |        | (1910–2008)       | 2001 | Primera mujer en convertirse en profesora titular en la Universidad de Delaware | [ 39 ] [ 8 ]                       |
| Susan C. Del Pesco           |        |                   | 2011 | Primera mujer elegida como Presidenta del Colegio de Abogados de Delaware y de las primeras designadas para el Tribunal Superior de Delaware | [ 17 ] [ 40 ]                      |
| Theresa L.I. del Tufo        |        |                   | 2009 | Estableció tres centros para amas de casa desplazadas | [ 41 ]                             |
| Lozelle Jenkins DeLuz        |        |                   | 1992 | Presidenta de DeLuz Management Consultants | [ 42 ] [ 28 ]                      |
| Audrey K. Doberstein         |        |                   | 2011 | Expresidenta de la Universidad de Wilmington | [ 17 ] [ 43 ]                      |
| Felicia A. Dorman            |        |                   | 2006 | Voluntariado | [ 22 ]                             |
| Pauline Dyson                |        | (1891–1970)       | 1989 | Maestra y líder de la comunidad | [ 44 ] [ 45 ]                      |
| Jeanette Eckman              |        | (1882–1972)       | 2010 | Líder política, historiadora y editora | [ 1 ]                              |
| Micki Edelsohn               |        |                   | 2012 | Fundadora de Homes for Life Foundation, una organización sin fines de lucro que brinda alojamiento a personas con discapacidades intelectuales y desarrollo                                                                                        | [ 36 ]                             |
| Katherine L. Esterly         |        |                   | 1991 | Trabajó para establecer la Unidad de Cuidados Intensivos Neonatales en Christian Hospital | [ 23 ]                             |
| Esther Schauer Frear         |        | (1909–2000)       | 1983 | Miembro de la Unidad de la Cruz Roja Femenina del Senado | [ 46 ]                             |
| Sherry L. Freebery           |        |                   | 1997 | Jefe de policía y directora administrativa | [ 47 ] [ 29 ]                      |
| Lynne S. Frink               |        | (1946–1998)       | 1999 | Ambientalista; fundadora de Tri-State Bird Rescue & Research | [ 48 ] [ 14 ]                      |
| Sister Ann Marguerite Gildea |        | (1919–2005)       | 2002 | Fundadora de la Casa de María Madre de la Esperanza I | [ 49 ] [ 50 ]                      |
| Muriel E. Gilman             |        | (1923–2011)       | 2005 | Ejecutiva en United Way of Delaware | [ 51 ] [ 52 ]                      |
| Sallie Topkis Ginns          |        | (1880–1976)       | 1983 | Miembro del Partido Nacional de la Mujer, sufragista | [ 53 ] [ 46 ]                      |
| Genevieve W. Gore            |        | (1913–2005)       | 1989 | Fundadora de WL Gore and Associates | [ 45 ]                             |
| Patricia W. Griffin          |        |                   | 2005 | Administradora del Tribunal Estatal en la Oficina Administrativa de Delaware | [ 52 ]                             |
| Teresa Haman                 |        |                   | 2005 | Pintora | [ 54 ] [ 52 ]                      |
| Norma B. Handloff            |        | (1913–2002)       | 1985 | La primera mujer alcaldesa de Newark, 1966-1973 | [ 34 ]                             |
| Margaret I. Handy            |        | (1889–1977)       | 1988 | Doctora pionera que fue una de las primeras en especializarse en medicina pediátrica. En 1945, estableció el primer banco de leche materna en el Delaware Hospital (ahora Wilmington Hospital ) en Wilmington, Delaware.                           | [ 55 ] [ 56 ] [ 57 ] [ 58 ] [ 59 ] |
| Marian L. Harris             |        |                   | 2001 | Fundadora y directora ejecutiva voluntaria de The House of Pride | [ 8 ]                              |
| Kathryn Young Hazeur         |        | (1923–2011)       | 2010 | Primera afroamericana en obtener un título de posgrado de la Universidad de Delaware en 1951 | [ 1 ]                              |
| Sally V. Hawkins             |        |                   | 2009 | Radio periodista en WILM | [ 41 ]                             |
| Debra Hefferman              |        |                   | 2017 | Representante Estatal | [ 15 ]                             |
| Margaret Rose Henry          |        |                   | 2003 | Miembro del Senado de Delaware | [ 11 ]                             |
| Barbara Chase Herr           |        |                   | 1999 | Primera directora de comisión para mujeres | [ 14 ]                             |
| Florence Bayard Hilles       |        | (1865–1954)       | 1987 | Una de las Silent Sentinels , un grupo de mujeres a favor del sufragio de las mujeres que protestaron frente a la Casa Blanca durante la presidencia de Woodrow Wilson                                                                             | [ 60 ] [ 24 ]                      |
| Carol E. Hoffecker           |        |                   | 1993 | Presidenta del Departamento de Historia de la Universidad de Delaware | [ 61 ] [ 62 ]                      |
| Gloria Wernicki Homer        |        |                   | 2002 | Directora Administrativa de la Oficina Ejecutiva del Gobernador | [ 50 ]                             |
| Henrietta R. Johnson         |        | (1914–1997)       |      | Primera mujer afroamericana elegida para la Asamblea General de Delaware | [ 63 ]                             |
| Moonyeen L. Klopfenstein     |        |                   | 2011 | Educadora de natalidad infantil | [ 17 ]                             |
| Sally J. Knox                |        | (1925–1995)       | 1996 | Dirigió la Comisión de Delaware para Mujeres; abogada de equidad salarial | [ 64 ] [ 21 ]                      |
| Stephanie Louise Kwolek      |        |                   | 2014 | Inventora de Kevlar | [ 65 ]                             |
| Rita Landgraf                |        |                   | 2015 | Secretaria del Departamento de Salud y Servicios Sociales | [ 3 ]                              |
| Lucile Petry Leone           |        | (1902–1999)       | 2001 | Enfermera estadounidense que fue la directora fundadora de Cadet Nurse Corps en 1943 | [ 66 ] [ 8 ]                       |
| Ruth Mitchell Laws           |        | (1912–2010)       | 1981 | Educadora; Vicepresidenta de Delaware Technical Community College | [ 67 ] [ 27 ]                      |
| Gertrude M. Lowell           |        | (1901–1994)       | 1987 | | [ 24 ]                             |
| Lolita A. Lopez              |        |                   | 2006 | Presidenta y CEO de YWCA Delaware | [ 22 ] [ 68 ]                      |
| Patricia Maichle             |        |                   | 2013 | Directora Ejecutiva del Consejo de Discapacidades del Desarrollo de Delaware | [ 32 ]                             |
| Margaret R. Manning          |        |                   | 1992 | Miembro del Senado de Delaware | [ 28 ]                             |
| Jane P. Maroney              |        |                   | 1996 | Miembro de la Cámara de Representantes de Delaware | [ 21 ]                             |
| Mary Askew Mather            |        | (1861–1925)       | 1985 | Presidenta del New Century Club | [ 34 ]                             |
| Christine Margaret McDermott |        | (1947–2007)       | 2008 | Abogada que luchó contra la violencia doméstica y fue la primera mujer en ser Directora Ejecutiva de Delaware Legal Services. | [ 12 ]                             |
| Catherine Devaney McKay      |        |                   | 2014 | Fundadora de Connections Community Support Programs | [ 65 ]                             |
| Ruth Ann Minner              |        |                   | 1995 | 72° Gobernador de Delaware | [ 13 ] [ 30 ]                      |
| Wilma Mishoe                 |        |                   | 2013 | Dean en Delaware Technical & Community College | [ 32 ]                             |
| Jane E. Mitchell             |        | (1921–2004)       | 1988 | Primera enfermera registrada afroamericana para ser contratada en un hospital de Delaware | [ 59 ]                             |
| Jane T. Mitchell             |        |                   | 1992 | Primera mujer elegida como maestra de Delaware State Grange | [ 28 ]                             |
| Emily G. Morris              |        | (1934–2001)       | 2000 | Primera afroamericana elegida para la oficina del condado en Delaware | [ 6 ]                              |
| Elizabeth Neal               |        |                   | 1993 | Vice alcaide de las correcciones comunitarias de New Castle County | [ 62 ]                             |
| Janice Nevin                 |        |                   | 2017 | Presidenta y CEO de Christiana Health Care System | [ 15 ]                             |
| Edith Jackson Newton         |        | (1905–1996)       | 1983 | Educadora | [ 46 ]                             |
| Annie Norman                 |        |                   | 2016 | Estableció el catálogo de la biblioteca estatal de Delaware | [ 69 ] [ 70 ]                      |
| Jeanne D. Nutter             |        |                   | 2002 | Compilado Growing Up Black in New Castle County | [ 71 ] [ 50 ]                      |
| Ruth Oates-Graham            |        |                   | 1995 | Asociación Nacional de Directores Estatales de SME | [ 30 ]                             |
| Renee G. O'Leary             |        |                   |      | Profesor de ciencias de la primera infancia | [ 72 ]                             |
| Karen E. Peterson            |        |                   | 1997 | Miembro del Senado de Delaware | [ 73 ] [ 29 ]                      |
| Chandra G. Pitts             |        |                   | 2016 | Fundadora y CEO de One Village Alliance; creador de "Girls Can Do Anything!" | [ 69 ]                             |
| Jacquelin Pitts              |        |                   | 2010 | Jugadora y entrenadora de Lacrosse; condujo al Equipo de Lacrosse Femenino de los Estados Unidos a su primer Campeonato Mundial | [ 1 ]                              |
| Patricia H. Purcell          |        |                   | 2014 | Primera pediatra afroamericana en Delaware | [ 65 ]                             |
| Vivian Rapposelli            |        |                   | 2012 | Secretaria del Departamento de Servicios para Niños, Jóvenes y sus Familias | [ 36 ]                             |
| Betsy Rawls                  |        | (b. 1928)         | 2006 | Jugadora de golf profesional | [ 22 ]                             |
| Mabel L. Fisher Ridgely      |        | (1872–1962)       | 1982 | Preservacionista y sufragista | [ 74 ] [ 38 ]                      |
| Winifred J. Robinson         |        | (1868–1962)       | 1990 | Primera decano del Colegio de Mujeres de la Universidad de Delaware | [ 75 ] [ 76 ]                      |
| Jane Richards Roth           |        | (1935–)           | 2013 | Jueza federal del Tribunal de Apelaciones de los Estados Unidos para el Tercer Circuito | [ 32 ]                             |
| Elizabeth H. Ryan            |        |                   | 1987 | | [ 24 ]                             |
| Nancy Churchman Sawin        |        | (1919–2008)       | 1991 | Autora y jugadora de hockey de campo | [ 77 ] [ 23 ]                      |
| Beatrice "Bea" Simonds       |        | (1914–2006)       | 1998 | Defensora de las personas con discapacidad visual | [ 78 ] [ 79 ]                      |
| Sonia S. Sloan               |        |                   | 2016 | Recaudó más de $ 100 millones para las agencias sin fines de lucro de Delaware, y realizó una reforma del programa para jóvenes liberados de la Escuela Ferris.                                                                                    | [ 69 ]                             |
| Ileana Smith                 |        |                   | 2015 | Vicepresidenta y directora del campus de Delaware Technical Community College en Owens | [ 3 ]                              |
| Harriet N. Smith Windsor     |        |                   | 1997 | Primera mujer del condado de Sussex en ser nombrada Secretaria de Estado | [ 13 ] [ 29 ]                      |
| Ada Leigh Soles              |        | (1937–2010)       | 1993 | Miembro de la Cámara de Representantes de Delaware | [ 80 ] [ 62 ]                      |
| Liane McDowell Sorenson      |        |                   | 2007 | Directora de Asuntos de la Mujer en la Universidad de Delaware, miembro de la Cámara de Representantes de Delaware | [ 16 ]                             |
| Cecile Long Steele           |        | (1900–1940)       | 1983 | Pionera de la industria de pollos de engorde de Delaware | [ 46 ]                             |
| Beverly Louise Stewart       |        |                   | 2010 | Educadora y fundadora del negocio de tutoría Back to Basics | [ 1 ]                              |
| Mary Ann Sorden Stuart       |        | (1828–1893)       | 1990 | Sufragista, "la primera feminista de Delaware" | [ 81 ] [ 76 ]                      |
| Evelyn Dickenson Swensson    |        |                   | 2008 | Directora, compositora, letrista, pianista, cantante, dramaturga y conferenciante musical | [ 12 ]                             |
| Shirley M. Tarrant           |        | (1935–2003)       | 2007 | Fundadora y presidenta de la Fuerza de Trabajo del Hospital del Condado de Suburban | [ 16 ]                             |
| Frances D. Swift Tatnall     |        | (1874–1966)       | 1993 | Fundadora de la Escuela Tatnall en Wilmington | [ 62 ]                             |
| Mary Jornlin Theisen         |        | (1927–2007)       | 1985 | Primera mujer elegida ejecutiva del condado de New Castle | [ 82 ] [ 34 ]                      |
| Helen R. Thomas              |        |                   | 2000 | Activista por los derechos de las mujeres | [ 83 ] [ 6 ]                       |
| Carol A. Timmons             |        |                   | 2004 | Brigadier General de la Guardia Nacional Aérea de Delaware | [ 84 ] [ 20 ]                      |
| Judith Gedney Tobin          |        |                   | 2010 | Pionera en patología forense, realizó más de 5000 autopsias | [ 1 ]                              |
| Mae D. Hightower-Vandamm     |        |                   | 1993 | Taller curativo Dir Delaware | [ 85 ] [ 86 ] [ 62 ]               |
| Mabel Vernon                 |        | (1884–1975)       | 1986 | Una de los Silent Sentinels , un grupo de mujeres a favor del sufragio de las mujeres que protestaron frente a la Casa Blanca durante la presidencia de Woodrow Wilson                                                                             | [ 87 ] [ 5 ]                       |
| Edith P. Vincent             |        |                   | 2004 | Enfermera escolar y defensora de la salud infantil | [ 88 ] [ 20 ]                      |
| Loretta F. Walsh             |        |                   | 2006 | Wilmington, miembro del consejo de la ciudad de Delaware | [ 22 ] [ 89 ]                      |
| Mary Sam Ward                |        | (1911–2000)       | 2002 | Autora, educadora e historiadora; 1979 Delaware madre del año; cofundadora de Delaware Press Women en 1977 | [ 90 ] [ 50 ]                      |
| Emalea Pusey Warner          |        | (1853–1948)       | 1982 | Hizo una campaña exitosa para la educación vocacional pública y tiene una escuela de primaria local nombrada en su honor. | [ 91 ] [ 38 ]                      |
| Frances West                 |        |                   | 2012 | Tesorera de la Liga Nacional de Consumidores y la primera mujer directora de asuntos del consumidor de Delaware, expresidenta del Better Business Bureau de Delaware y comisionada de la autopista de Delaware                                     | [ 36 ]                             |
| Valerie Whiting              |        |                   | 2007 | Jugadora profesional de baloncesto | [ 16 ]                             |
| H. Ruth Williams             |        | (1915–1999)       | 1994 | Universidad Estatal de Delaware | [ 92 ] [ 93 ] [ 10 ]               |
| Lynn W. Williams             |        |                   | 2009 | Conservacionista y fundadora de Delaware Nature Society; rescató el Brandywine Creek State Park del desarrollo | [ 41 ]                             |
| Kendall M. Wilson            |        |                   | 2017 | Primera directora ejecutiva de American Civil Liberties Union of Delaware | [ 15 ]                             |
| Jamie L. Wolfe               |        |                   | 2016 | Defensora de personas con discapacidades | [ 69 ]                             |
| Valerie A. Woodruff          |        |                   | 2005 | Secretaria de Educación de Delaware | [ 94 ] [ 52 ]                      |
| Latricia Odette Wright       |        |                   | 2014 | Anciana de la tribu Nanticoke y educadora | [ 65 ]                             |
| Mary Ann Wright              |        | (1920–2006)       | 1981 | Víctima de parálisis cerebral que en 1948 se asoció con la víctima de la polio Agnes Peronne fue la fundadora de la Fundación Mancus, una organización para ayudar a los discapacitados. Wright fue presidenta de la organización durante 58 años. | [ 27 ] [ 95 ]                      |
| Pauline A. Young             |        | (1900–1991)       | 1982 | Profesora, bibliotecaria y conferenciante | [ 96 ] [ 38 ]                      |